# 国鉄ケ10形貨車
国鉄ケ10形貨車（こくてつケ10がたかしゃ）は、日本国有鉄道（国鉄）が1976年（昭和51年）から1977年（昭和52年）にかけて、コキ5500形の改造名義で製作した、事業用貨車（検重車）である。

## 概要
それまで使用されていたケ1形が老朽化したため、その置換え用として製作された車両である。コキ5500形の改造名義であるが、車体は新製されており、コキ5500形から流用したのは連結器と台車程度である。
1976年（昭和51年） - 1977年（昭和52年）に国鉄長野工場で6両（ケ10 - ケ15）が製作された。車体には「突放禁止」と標記された。

## 構造
台車はTR63Fとし、最高速度75 km/h走行を可能とした。台車のばねが柔らかく、分銅の積載時に車体がピッチングするため、ピッチング防止装置が設置された。ホイストランナーの繰り出しは電動式とし、作業箇所の方向転換を解消するため、ホイストの繰り出し方向を両端とした。そのため、分銅を出し入れするための扉は両方の妻面に設けられている。扉の鎖錠時にも手ブレーキを操作可能とするため、手ブレーキハンドルは床下に設けた。床下にはディーゼル発電機と燃料タンクと蓄電池箱がある。車内には示度較正用の分銅とそれを載せる台車、天井には分銅を積み下ろしするクレーンがある。自重は 54 t に達する。

## 運用の変遷
本形式は、以下のとおり各地の国鉄工場に配置された。
- ケ10 - 苗穂工場（札幌鉄道管理局 → 北海道旅客鉄道（JR北海道）、1995年（平成7年）8月10日廃車）
- ケ11 - 土崎工場（秋田鉄道管理局 → 東日本旅客鉄道（JR東日本）、2001年（平成13年）10月2日廃車）
- ケ12 - 大井工場（東京南鉄道管理局 → JR東日本、1995年（平成7年）9月28日廃車）
- ケ13 - 浜松工場（静岡鉄道管理局 → 東海旅客鉄道（JR東海）、1994年（平成6年）12月22日廃車）
- ケ14 - 鷹取工場（大阪鉄道管理局 → 西日本旅客鉄道（JR西日本）、2000年（平成12年）3月15日廃車）
- ケ15 - 小倉工場（門司鉄道管理局 → 九州旅客鉄道（JR九州）、1992年（平成4年）7月2日廃車）→旭化成延岡工場（譲渡時期不明）

いずれも1987年（昭和62年）4月の国鉄分割民営化に際してJR旅客鉄道各社に継承されたが、車扱貨物輸送の減少により用途を喪失したため廃車が進み、2001年（平成13年）10月2日にJR東日本の ケ11 が廃車されたことにより形式消滅している。
その後は全車解体され現存しないものと思われてきたが、旭化成延岡工場内専用線でケ15が存在し、また2023年まで現役だったことが判明した。幻の検重車を保存する会がこれを譲受し、2024年6月から筑前山家駅裏手にある保存車両ヤード福岡にて暫定的に静態保存されている。将来的には移設し、展示走行できるようにする予定。